# François Sacqueleu
 (février 2025).
François Dominique Joseph Sacqueleu (Tournai le 9 juillet 1805 - Froyennes le 4 juin 1880) est un homme politique belge.
Il fut sénateur pour l'arrondissement électoral de Tournai et commissaire de l'arrondissement administratif de Tournai.